# 비판법학
비판법학(영어: Critical legal studies, CLS)은 1970년대 미국에서 일어난 비판 이론 연구운동이다.  이 연구는 법이 사회의 권력 구조의 현상태(status quo)를 유지하기 위해 이용된다라고 주장한다.  또한, 법체제가 소외된 단체나 그룹에 대한 사회의 편견을 체계화한 형태라고 주장한다.

## 주요 학자들
- 던컨 케네디
- 칼 클레어

## 같이 보기
- 비판적 인종 이론
- 비판 이론
- 사법적극주의